# Beautiful Ghosts
«Beautiful Ghosts» es una canción de la cantante estadounidense Taylor Swift para la adaptación de la película Cats (2019). Fue lanzada el 15 de noviembre de 2019.

## Información de la canción
Como concepto, la música sin título se informó por primera vez a principios de 2018, cuando la adaptación de la película se encontraba en las primeras etapas de producción. La canción fue diseñada para proporcionar una manera para que Victoria presente su personaje a la audiencia, ya que solo se comunica a través de gestos y bailes en el programa original. Swift y Lloyd Webber anunciaron a través de sus redes sociales que la versión de Swift se lanzaría el 15 de noviembre de 2019, poco menos de un mes antes del estreno en cines de la película.

## Composición
La canción comenzó como una melodía acústica compuesta por Lloyd Webber. Durante el rodaje en diciembre de 2018, Lloyd Webber tocó la melodía de Swift en el piano y Swift improvisó letras. Según Lloyd Webber, los dos "escribieron 90% prácticamente durante una tarde".

## Posicionamiento en listas
| Lista (2019)                      | Mejor posición |
| --------------------------------- | -------------- |
| Australia Digital Tracks (ARIA)   | 22             |
| Nueva Zelanda Hot Singles (RMNZ)  | 36             |
| Escocia (Official Charts Company) | 44             |

## Premios y nominaciones
| Año  | Premiación          | Categoría                                  | Resultado | Ref.   |
| ---- | ------------------- | ------------------------------------------ | --------- | ------ |
| 2020 | Golden Globe Awards | Mejor Canción Original                     | Nominado  | [ 14 ] |
| 2021 | Grammy Awards       | Mejor Canción Escrita para Medios Visuales | Nominado  | [ 15 ] |